# Вілсон Паласіос
Ві́лсон Робе́рто Пала́сіос Суа́со (ісп. Wilson Roberto Palacios Suazo, нар. 29 липня 1984, Ла-Сейба, Гондурас) — гондураський футболіст, півзахисник клубу «Маямі» та національної збірної Гондурасу.

## Клубна кар'єра
Вихованець футбольної школи клубу «Вікторія» з рідного міста. 2002 року приєднався до складу найбільш титулованого клубу Гондурасу — «Олімпії» з Тегусігальпи, у складі якого декілька разів вигравав чемпіонати країни. Гра півзахисника, який став одним з лідерів команди, зацікавила представників європейських клубів, і влітку 2007 року Паласіос прибув до Європи, де пройшов оглядини у декількох командах.
Врешті-решт на фінансові умови гравця і його попереднього клубу погодився представник англійської Прем'єр-ліги клуб «Бірмінгем Сіті», який наприкінці серпня 2007 уклав з Паласіосом шестимісячний контракт на умовах оренди. Бірмінгемці розглядали варіант викупу трансфера гравця по завершенні терміну оренди, однак після зміни головного тренера команди не виявили зацікавленості у його послугах. Натомість, попередній тренер «Бірмінгема» Стів Брюс запросив Паласіоса до своєї нової команди, «Віган Атлетік», до якої гравець перейшов 11 січня 2008 року вже на умовах трансферу, вартість якого оцінювалася в 1 мільйон фунтів стерлінгів. 
У «Вігані» гондураський півзахисник швидко став однієї з ключових фігур команди і почав привертати інтерес з боку більш амбіційних та фінансово потужних клубів. Незважаючи на небажання головного тренера «Вігана» відпускати гравця, якого він вважав одним з найкращих півзахисників у чемпіонаті Англії, керівництво клубу пристало на пропозицію лондонського «Тоттенгем Готспур», який погодився сплатити за перехід гравця 12 мільйонів фунтів, і в січні 2009 року Паласіос уклав з лондонцями контракт терміном 4,5 роки.
31 серпня 2011 року перейшов до «Сток Сіті», підписавши чотирирічний контракт . 10 вересня дебютував у переможному матчі на «Ліверпулем» .

## Виступи у збірних
2 квітня 2003 року у 18-річному віці дебютував у складі національної збірної Гондурасу у грі проти збірної Парагваю. Швидко забезпечив собі постійне місце в основі головної команди країни.
Був включений до заявки збірної для участі у фінальній частині чемпіонату світу 2010 року. До цієї заявки також потрапив його молодший брат Джонні, пізніше гондурасці дозаявили ще одного з братів Паласіосів — старшого Джеррі. Таким чином збірна Гондурасу увійшла в історію як перша збірна на чемпіонатах світу, до складу якої входило три рідних брати.
Перед початком світової першості вже мав в активі 70 матчів за збірну Гондурасу та 4 забитих у її складі м'ячі. Безпосередньо під час фінальної частини чемпіонату світу 2010 року Вілсон Паласіос повністю відіграв усі три матчі своєї збірної на турнірі.